# 小行星9324
小行星9324（英語：9324）是一颗围绕太阳公转的小行星。1989年2月7日，上田清二、金田宏在钏路市发现了此天体。
这颗小行星的绝对星等为232.15653等。